# دانوتا استنکا
دانوتا استنکا (لهستانی: Danuta Stenka؛ ۱۰ اکتبر ۱۹۶۱) بازیگر اهل لهستان است.
از فیلم‌ها یا مجموعه‌های تلویزیونی که وی در آن‌ها نقش داشته است، می‌توان به کارگزار من، نامه به بابا نوئل ۳، مفقودشدگان، بدون پنهان‌کاری، خبرچینان، مرد ایده‌آل برای دوست‌دخترم، پیت‌بول، درخت سحرآمیز، پزشکان، تشخیص، هوس‌های امپراتور، دختران جنگ، کاتین، شوپن: میل به عاشقی و دلیری ایرنا سندلر اشاره نمود.